# 名鉄ト400形貨車
名鉄ト400形貨車（めいてつト400がたかしゃ）とは、かつて名古屋鉄道で運用されていた木造貨車（無蓋車）である。
三河鉄道の10 t積木造無蓋車の2形式（ト90形、ト100形）を同一形式としたものである。そのため、元ト90形である6両（ト401 - ト406）と元ト100形である6両（ト407 - ト426）では詳細が異なる。

## 概要
- 元は1914年（大正3年）から1918年（大正7年）に天野製作所で製造された三河鉄道の8 t積木造無蓋車ト60形と9 t積木造無蓋車ト70形である。ト60形は6両、ト70形は20両製造された。1927年（昭和2年）にト60形及びト70形は10 t積木造無蓋車に改造されている。1931年（昭和6年）にト60形はト90形（ト91 - ト96）、70形はト100形（ト101 - ト120）に改番する。1941年（昭和16年）に三河鉄道が名古屋鉄道に合併すると名古屋鉄道に引き継がれ、両形式は統合され、ト400形（ト401 - ト426）に改番される。
- 側板が低いこともあり、三河鉄道時代から重量物の運搬に用いられ、大浜町、新川町、高浜町で製造された瓦（三州瓦）や土管、及びその原料の粘土の運搬を行っていた。戦後は東部線及び三河線で運用され、一部は車両部品運搬用となる。東部線の車両は後に西部線に配属される。徐々に両数は減少し1960年（昭和35年）には残り10両となる。1963年（昭和38年）に形式消滅する。